# Lista de condes do Tirol
Esta é uma lista de condes do Tirol.

## Casa do Tirol
| # | Nome        |  | Início do governo | Fim do governo      | Cognome(s) | Notas |
| - | ----------- |  | ----------------- | ------------------- | ---------- | ----- |
| 1 | Alberto I   |  | 1050              | 1078                |            |       |
| 2 | Alberto II  |  | 1078              | 1125                |            |       |
| 3 | Alberto III |  | 1125              | 1165                |            |       |
| 4 | Bertoldo I  |  | 1165              | 1180                |            |       |
| 5 | Bertoldo II |  | 1180              | 1181                |            |       |
| 6 | Henrique I  |  | 1181              | 1190                |            |       |
| 7 | Alberto IV  |  | 1190              | 22 de Julho de 1253 |            |       |

## Casa meinardina
| #  | Nome        |  | Início do governo     | Fim do governo        | Cognome(s) | Notas |
| -- | ----------- |  | --------------------- | --------------------- | ---------- | --- |
| 8  | Meinardo I  |  | 22 de Julho de 1253   | 22 de Julho de 1258   |            | |
| 9  | Meinardo II |  | 22 de Julho de 1258   | 1 de Novembro de 1295 |            | Também duque da Caríntia (1286-1295). |
| 10 | Otão        |  | 1 de Novembro de 1295 | 25 de Maio de 1310    |            | Também duque da Caríntia(1295-1310). |
| 11 | Henrique II |  | 25 de Maio de 1310    | 2 de Abril de 1335    |            | Também duque da Caríntia (1310-1335) e rei da Boémia (1306) e (1307-1310). |
| 12 | Margarida   |  | 2 de Abril de 1335    | 1363                  |            | Governa conjuntamente com o primeiro esposo, João Henrique, depois com o segundo, Luís, e por fim, com o filho, Meinardo. Abdicou a favor de Rodolfo da Áustria, pois este tinha conquistado o Tirol. |

## Casa de Luxemburgo
| #  | Nome          |  | Início do governo | Fim do governo | Cognome(s) | Notas                                                                                |
| -- | ------------- |  | ----------------- | -------------- | ---------- | ------------------------------------------------------------------------------------ |
| 13 | João Henrique |  | 1335              | 1341           |            | Governa conjuntamente com a esposa, Margarida. Também marquês da Morávia(1349-1375). |

## Casa de Wittelsbach
| #  | Nome         |  | Início do governo      | Fim do governo         | Cognome(s) | Notas |
| -- | ------------ |  | ---------------------- | ---------------------- | ---------- | --- |
| 14 | Luís         |  | 1342                   | 18 de Setembro de 1361 |            | Governa conjuntamente com Margarida. Também duque da Baviera (1347-1349) e (1349-1361) e marquês de Brandemburgo (1323-1351)       |
| 15 | Meinardo III |  | 18 de Setembro de 1361 | 13 de Janeiro de 1363  |            | Também duque da Baviera.Filho de Luís V e Margarida. Após a morte do pai, governa conjuntamente com a mãe até à sua própria morte. |

## Casa de Habsburgo
| #  | Nome       |  | Início do governo     | Fim do governo      | Cognome(s) | Notas               |
| -- | ---------- |  | --------------------- | ------------------- | ---------- | ------------------- |
| 16 | Rodolfo    |  | 13 de Janeiro de 1363 | 27 de Julho de 1365 | O Fundador | Conquistou o Tirol. |
| 17 | Alberto V  |  | 27 de Julho de 1365   | 1379                |            | Irmão de Rodolfo IV |
| 18 | Leopoldo I |  | 27 de Julho de 1365   | 1379                |            | Irmão de Rodolfo IV |

### Governos divididos: Linha leopoldina
| #  | Nome       |  | Início do governo   | Fim do governo      | Cognome(s)  | Notas |
| -- | ---------- |  | ------------------- | ------------------- | ----------- | ----- |
| 19 | Guilherme  |  | 9 de Julho de 1386  | 15 de Julho de 1406 | O Ambicioso |       |
| 20 | Frederico  |  | 1402                | 24 de Junho de 1439 |             |       |
| 21 | Sigismundo |  | 24 de Junho de 1439 | 1490                |             |       |

### Governo unificado
| #  | Nome          |  | Início do governo     | Fim do governo        | Cognome(s) | Notas |
| -- | ------------- |  | --------------------- | --------------------- | ---------- | --- |
| 22 | Maximiliano I |  | 1493                  | 12 de Janeiro de 1519 |            | |
| 23 | Carlos        |  | 12 de Janeiro de 1519 | 1521                  |            | Neto de Maximiliano I. Também Carlos I, Rei das Espanhas, que foram passadas em 1556 a Filipe II de Espanha. |
| 24 | Fernando I    |  | 1521                  | 25 de Julho de 1564   |            | Irmão de Carlos V                                                                                            |

### Governos divididos
| #  | Nome                 |  | Início do reinado      | Fim do reinado         | Cognome(s) | Notas              |
| -- | -------------------- |  | ---------------------- | ---------------------- | ---------- | ------------------ |
| 25 | Fernando II          |  | 25 de Julho de 1564    | 24 de Janeiro de 1595  |            |                    |
| 26 | Matias               |  | 24 de Janeiro de 1595  | 20 de Março de 1619    |            | Irmão de Rodolfo V |
| 27 | Maximiliano II       |  | 1612                   | 2 de Novembro de 1618  |            |                    |
| 28 | Leopoldo II          |  | 2 de Novembro de 1618  | 13 de Setembro de 1632 |            |                    |
| 29 | Fernando Carlos      |  | 13 de Setembro de 1632 | 30 de Dezembro de 1662 |            |                    |
| 30 | Sigismundo Francisco |  | 30 de Dezembro de 1662 | 25 de Junho de 1665    |            |                    |

O território austríaco foi definitivamente reunificado em 1665, sob o governo de Leopoldo VI.
A lista continua em Lista de soberanos da Áustria.